# Michael Hebenstreit
Michael Hebenstreit (né vers 1812, mort après 1875) est un compositeur autrichien.

## Biographie
On sait peu de choses sur Michael Hebenstreit. Les principales sources sont les présentations dans les partitions. Il succède à Adolf Müller senior comme maître de chapelle et pour la musique de scène et collabore souvent avec Johann Nestroy. Il travaille pour le Théâtre de Leopoldstadt puis pour le Carltheater jusqu'à sa mort.
Hebenstreit découvre et soutient la chanteuse Etelka Gerster.

## Œuvre

### Pour Johann Nestroy
- Liebesgeschichten und Heurathssachen (1843)
- Die schlimmen Buben in der Schule (1847)
- Martha oder Die Mischmonder Markt-Mägde-Miethung (1848)
- Die lieben Anverwandten (1848)
- Freiheit in Krähwinkel (1848)
- Lady und Schneider (1849)
- Judith und Holofernes (1849)
- Der alte Mann mit der jungen Frau (1849)
- Höllenangst (1849)
- Der holländische Bauer (1850)
- Karikaturen-Charivari mit Heurathszweck (1850)

### Pour d'autres auteurs
- Josef Kilian Schickh:
  - Das Zauber-Diadem oder Abenteuer eines Stubenmädels (1836).
- Wilhelm Turteltaub:
  - Nur eine löst den Zauberspruch, oder Wer ist glücklich? (1841).
- Friedrich Hopp:
  - Doktor Faust's Hauskäppchen oder Die Herberge im Walde (1850)
  - Der Pelzpalatin und der Kachelofen, oder Der Jahrmarkt zu Rautenbrunn (1853).
- Friedrich Kaiser:
  - Eine Posse als Medizin (1850).
  - Mönch und Soldat (1850).
  - Dienstbothenwirthschaft, oder Chatoulle und Uhr (1852).
  - Müller und Schiffmeister (1853).

## Source de la traduction
- (de) Cet article est partiellement ou en totalité issu de l’article de Wikipédia en allemand intitulé « Michael Hebenstreit » (voir la liste des auteurs).